# Бобулинский сельский совет
Бобулинский сельский совет (укр. Бобулинська сільська рада) — входит в состав
Бучачского района
Тернопольской области
Украины.
Административный центр сельского совета находится в 
с. Бобулинцы.

## История
- 1991 — дата образования.

## Населённые пункты совета
- с. Бобулинцы